# Estudios bizantinos

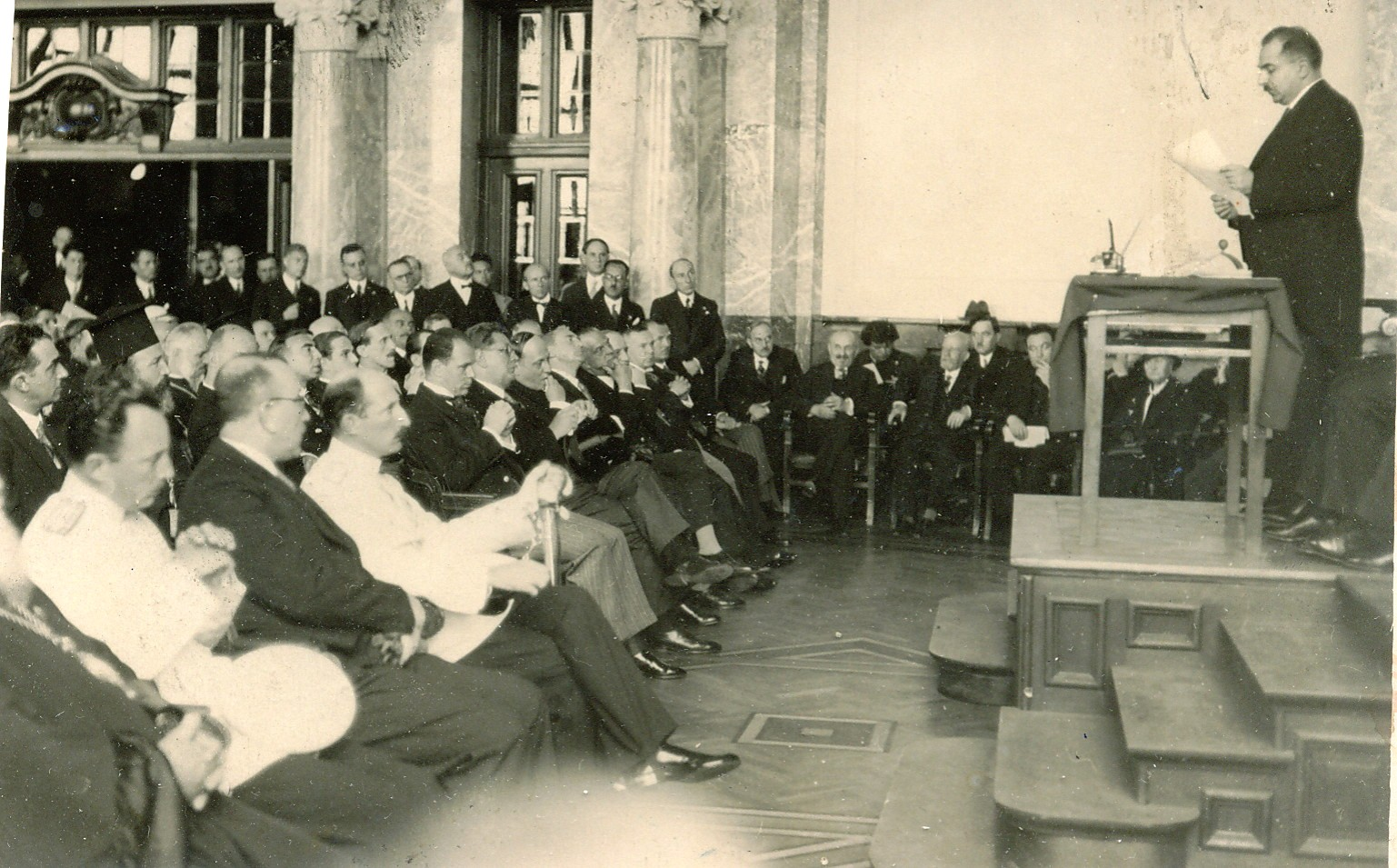
Sesión de apertura del IV Congreso Internacional de estudios bizantinos en el Aula de la Universidad de Sofía

Los estudios bizantinos son una rama interdisciplinaria de las humanidades que aborda la historia, cultura, demografía, vestimenta, religión, arte, literatura, música, ciencia, economía, acuñación y política del Imperio Romano de Oriente. El campo de estudio también puede llamarse bizantinística, bizantinología o bizantología, y un estudioso de los estudios bizantinos se llama bizantinista. Se considera que el fundador de la disciplina en Alemania es el filólogo Hieronymus Wolf (1516-1580), un humanista del Renacimiento. Le dio el nombre de «Bizantino» al Imperio romano de Oriente que continuó después del colapso del Imperio romano de Occidente en el año 476 d. C. Aproximadamente 100 años después de la conquista final de Constantinopla por los otomanos, Wolf comenzó a recopilar, editar y traducir los escritos de los filósofos bizantinos. Otros humanistas del siglo XVI introdujeron los estudios bizantinos en los Países Bajos e Italia.

## Estructura

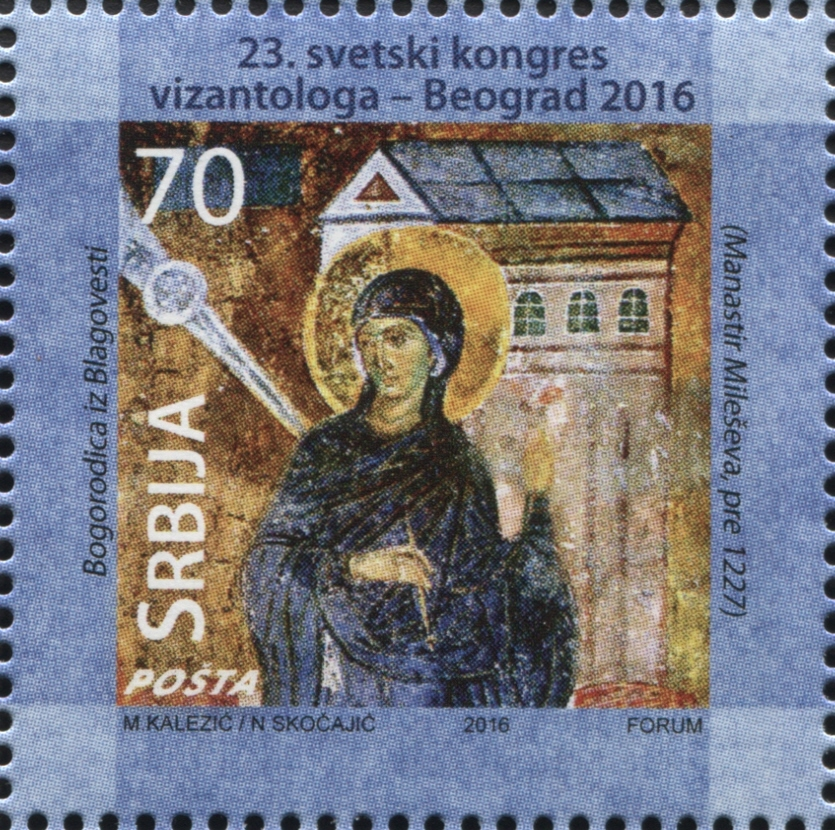
23.º Congreso de bizantología en Belgrado, 2016 sello postal de Serbia

### Definición
Los estudios bizantinos son la disciplina que aborda la historia y la cultura de Bizancio (Imperio bizantino y Edad Media griega). A finales de la Edad Media, el interés por Bizancio (en particular, de las fuentes griegas originales) continuó con el humanismo italiano, y se expandió en el siglo XVII por toda Europa y Rusia. A finales del siglo XIX y principios del XX los estudios bizantinos se convirtieron en una disciplina independiente. 

### Bizancio
La cultura helenística griega, las tradiciones estatales romanas, la influencia oriental y la fe cristiana, junto con una unidad relativa de lengua y cultura, constituyen el Bizancio medieval. El punto de partida de la historia bizantina generalmente se toma como el reinado de Constantino el Grande (306 – 337) y la fundación de Constantinopla (330). La era "romana oriental" (o antigüedad tardía) de Bizancio comienza a más tardar con la división del imperio romano en un imperio romano occidental y un imperio romano oriental (395). Este período "bizantino temprano" dura hasta aproximadamente 641 AD. Emperador Justiniano I (527-65) reconquistó Italia, el norte de África y el sur de España, pero después de la expansión del Islam (634/98) un Bizancio reorganizado, ahora basado en la administración por Temas, estaba limitado a las regiones de habla griega de la Península de los Balcanes, Asia Menor y el sur de Italia; El latín fue abandonado como el idioma oficial. Esto puede ser percibido como el "fin de la antigüedad" y el comienzo de la era "bizantina media". 
Esta fue también la era de la iconoclasia (717-843) y del origen del Sacro Imperio Romano (800). Bajo la dinastía macedonia (siglos X-XI) Bizancio recuperó el poder contra los estados islámico y búlgaro, pero la muerte del emperador Basilio II marcó un punto de inflexión, con el poder bizantino en Asia Menor y el sur de Italia sufriendo la batalla de Manzikert (1071) y el surgimiento de los normandos, respectivamente. Se logró una cierta estabilidad bajo la dinastía Comneniana, al menos hasta la Batalla de Myriokephalon (1176). Los conflictos internos facilitaron el saqueo de Constantinopla por los cruzados (la Cuarta Cruzada de 1204) y el establecimiento de estados latinos en los Balcanes del sur. 
El período tardío del Imperio Bizantino como un pequeño estado comienza con la dinastía Palaiologos, que fue particularmente amenazada por los avances del Imperio Otomano y la influencia económica de Venecia y Génova . Un imperio debilitado en parte por la guerra civil sufrió un duro golpe cuando Tesalónica fue capturada en 1430, y finalmente cayó ante los otomanos (Caída de Constantinopla en 1453 y de Mistras en 1461). El Imperio de Trebisonda (1204-1461), fundado a raíz de la cuarta cruzada, también forma parte de la historia bizantina. 

### Idiomas
Es posible distinguir entre tres niveles de discurso: el atticismo (el lenguaje literario), el koine (el lenguaje común del período helenístico) y el demótico (el lenguaje popular y el precursor del griego moderno ). Así, se puede discernir una cierta diglosia entre el griego hablado y el griego clásico escrito. 
Los principales géneros de la literatura bizantina incluyen la historiografía (tanto en el modo clásico como en forma de crónicas), la hagiografía (en forma del relato biográfico o biografías y el panegírico o enkomion ); colecciones hagiográficas (los Menaia y synaxaria), epistolografía, retórica y poesía . Desde la administración bizantina, ampliamente interpretada, tenemos obras como la descripción de pueblos y ciudades, relatos de ceremonias judiciales y listas de precedencia. La literatura técnica está representada, por ejemplo, por textos sobre estrategia militar. Se conservan colecciones de derecho civil y canónico, así como documentos y acta (ver "Diplomática" a continuación). Algunos textos en el demótico también se conservan. 

### Identidad
Actualmente hay tres escuelas principales de pensamiento sobre la identidad romana oriental medieval en la erudición bizantina moderna: 1) una visión potencialmente preponderante que considera la "romanidad" como el modo de autoidentificación de los sujetos de un imperio multiétnico, en el que la élite hizo no se autoidentifica como griego y el sujeto promedio se considera a sí mismo como "romano", 2) una escuela de pensamiento que se desarrolló en gran medida bajo la influencia del nacionalismo griego moderno, tratando el romanismo como la manifestación medieval de una identidad nacional griega perenne, 3) una línea de pensamiento promulgada recientemente por Anthony Kaldellis argumentando que la identidad romana oriental era una identidad nacional premoderna.

### Ciencias auxiliares

#### Modos de transmisión
Los modos de transmisión implican el estudio de textos que se conservan principalmente en papiro, pergamino o papel, además de inscripciones, monedas y medallas. Los rollos de papiro de la antigüedad (papirología) se reemplazan rápidamente por los códices de pergamino de la Edad Media (codicología), mientras que el papel llega en el siglo IX a través de los árabes y los chinos. 

#### Diplomáticos
La diplomática implica el estudio de documentos bizantinos. Los documentos pueden clasificarse según sus productores como seculares (documentos imperiales y privados) o sagrados (documentos patriarcales y episcopales), o según sus medios de conservación (los originales, las imitaciones o las copias simples). Los documentos imperiales se pueden dividir en aquellos que promulgan la ley (tipos: edikton, typos, pragmatikos typos, thespisma, neara, nomos, sakra ; edikton, typos, pragmatikos typos, thespisma, neara, nomos, sakra mandatum principis    ), presentar decisiones sobre casos específicos (tipo de epistule, sakra : epistule, sakra ; tipo de epistule, sakra : lisis [administración, impuestos], semeiosis ), documentos de política exterior (tratados, cartas a gobernantes extranjeros) (tipos: sakrai, grammata, basilikon, chrysobullos) horismos, chrysobullon sigillon, prokuratorikon chrysobullon}}) y documentos administrativos (tipos: prostagmata , horismoi , sigillia , codicilli). Los documentos sagrados son los documentos y cartas oficiales de los patriarcas, incluyendo la gramma, homologia (credos), diatheke (testamentos), ' aphorismos (excomunión), paraitesis (abdicación), así como la praxis ceremonial (synodike) y la hypotyposis (el resolución de un sínodo) y los tomos (edictos dogmáticos). La forma más espléndida de comunicación privilegiada, en forma de carta, eran los chrysobullos logos llamados así porque la palabra del emperador (logos) apareció tres veces en tinta roja. Fueron utilizados en los nombramientos de embajadores imperiales y fueron estampados con el sello dorado imperial (Chrysos = oro y bulla = sello ).

##### Sigilografía y paleografía.
Subconjuntos específicos de diplomáticos implican sigilografía, el estudio de sellos y paleografía, el estudio de guiones. 

### Epigrafía
La epigrafía bizantina implica el estudio de varias inscripciones en piedra, metal, marfil, mosaico, esmalte y pintura. 

### Numismática
La numismática bizantina implica el estudio de las monedas y mentas imperiales . Sobre la base del patrón oro de la Antigüedad tardía, el sistema monetario bizantino estuvo, hasta mediados del siglo XIV, basado en un patrón oro e incluía monedas de plata, bronce y cobre. Con el declive económico y político del último período, el patrón oro fue abandonado en el siglo final de la historia bizantina y reemplazado por un sistema basado en la plata. 

### Metrología
La metrología bizantina implica el estudio de los pesos y medidas bizantinos . Se utilizaron un gran número de medidas de longitud, incluyendo las formas modificadas de la griega y unidades romanas del dedo, kondylos, anticheir, palaiste, dichas, spithame, pechys, ritmo, braza, Schoenus (medición de campo), plethron, millas, allage y un viaje promedio de un día. La medida del volumen incluyó: litra, tagarion, pinakion, modios y los de modios de área de superficie , megalos modios y zeugarion .  Las medidas para el agua y el vino se llamaron megarikon, metron y tetartion .  Las medidas de peso fueron krithokokkon, sitokokkon, gramma, obolos, drachme, ungia, litra, kentenarion, gomarion y pesa .  

### Cronología
La cronología bizantina implica el estudio del cálculo del tiempo . De acuerdo con los diversos sistemas de calendario bizantinos, año 1 DC. = Año 754 ab urbe condita = primer año de la 195 Olimpiada = Año 49 de la era antioqueana = Año 5493 de la era alejandrina = Año 312 de la era seléucida = Año 5509 de la formación del mundo. El año bizantino comenzó con el 1 de septiembre, que se cree que es el Día de la Creación, por ejemplo, del 1 de enero al 31 de agosto perteneció al año 5508, del 1 de septiembre al 31 de diciembre al año 5509. Las citas según la acusación siguen siendo estándar.

## Organizaciones
- Instituto de Estudios Bizantinos, instituto de la Academia de Artes y Ciencias de Serbia.
- Institut für Byzanzforschung (IBF), Academia de Ciencias de Austria.
- Institute for Byzantine and Modern Greek Studies (IBMGS), organización cultural sin fines de lucro con sede en Belmont, Massachusetts, Estados Unidos.
- International Association of Byzantine Studies (AIEB).
- Byzantine Studies Association of North America, Inc. (BSANA).
- Australian Association for Byzantine Studies (AABS) Archivado el 21 de octubre de 2022 en Wayback Machine., organización sin fines de lucro con sedes en Australia y Nueva Zelanda.
- Society for the Promotion of Byzantine Studies (SPBS), Reino Unido.
- Instituto Bizantino de América, Dumbarton Oaks, Washington D. C.
- Leibniz-WissenschaftsCampus Mainz: Byzanz zwischen Orient und Okzident, Alemania.
- Centro de Estudios Griegos, Bizantinos y Neohelénicos de la Universidad de Chile
- Fundación Nacional de Investigaciones Helénica. Sección de Estudios Bizantinos, Grecia

## Libros
- Evans, Helen C.; Wixom, William D. (1997). The glory of Byzantium: art and culture of the Middle Byzantine era, A.D. 843-1261 (en inglés). Nueva York: The Metropolitan Museum of Art. ISBN 9780810965072.
- Baynes, Norman Hepburn (1955). Byzantine studies and other essays (en inglés). Londres: Universidad de Londres.
- Kazhdan, Aleksandr Petrovich (1982). People and power in Byzantium: an introduction to modern Byzantine studies (en inglés). Dumbarton Oaks.
- Kiliç Yildiz, Şule (2011). «A review of Byzantine studies and architectural historiography in Turkey today (1)». METU JFA (en inglés) 2 (28:2): 63-80. doi:10.4305/metu.jfa.2011.2.3.
- Gregory, Timothy E. (1990). «Intensive archaeological survey and its place in Byzantine studies». Byzantine Studies (en inglés) 13 (2): 155-175.
- Charanis, Peter (1972). Studies on the demography of the Byzantine empire: collected studies (en inglés). Variorum Publishing.
- Hendy, Michael F. (1969). Coinage and money in the Byzantine Empire, 1081-1261 (en inglés) 12. Dumbarton Oaks Center for Byzantine Studies.
- Jeffreys, Elizabeth; Haldon, John F.; Cormack, Robin (2008). The Oxford handbook of Byzantine studies (en inglés). Oxford University Press.
- Barker, Ernest, ed. (1957). Social and Political Thought in Byzantium: From Justinian I to the Last Palaeologus (en inglés). Oxford: Clarendon Press.
- Vasiliev, Alexander A. (1927). «Byzantine Studies in Russia, Past and Present». The American Historical Review (en inglés) 32 (3): 539-545. doi:10.2307/1837746.
- Beck, Hans-Georg (1977). Byzantinistik heute (en alemán). Berlín: De Gruyter. ISBN 3-11-007220-3.
- Hunger, Herbert (1973). Byzantinische Grundlagenforschung (en alemán). Londres.
- Irmscher, Johannes (1971). Einführung in die Byzantinistik (en alemán). Berlín.
- Mazal, Otto (1989). Handbuch der Byzantinistik (en alemán). Graz.
- Moravcsik, Gyula (1976). Einführung in die Byzantologie (en alemán). Darmstadt.

## Revistas
- Byzantine and Modern Greek Studies, Birmingham, ISSN 0307-0131.
- Byzantina Symmeikta, Atenas, ISSN 1105-1639.
- Byzantinische Zeitschrift, Múnich, ISSN 0007-7704.
- Byzantinoslavica, Praga, ISSN 0007-7712
- Byzantion: revue internationale des études byzantines, Bruselas.
- Dumbarton Oaks Papers, Washington D. C., ISSN 0070-7546.
- Gouden hoorn, Amsterdam, ISSN 0929-7820
- Jahrbuch der Österreichischen Byzantinistik, Viena, ISSN 0378-8660.
- Revue des études byzantines, París, ISSN 0373-5729.
- Rivista di studi bizantini e neoellenici, Roma, ISSN 0557-1367.
- Vizantiyskiy Vremennik, Moscú, ISSN 0132-3776
- Zbornik radova Vizantološkog instituta, Belgrado, ISSN 0584-9888.